# 奥克立林
奥克立林（英語：Octocrylene），别名氰双苯丙烯酸辛酯，是一种有机化合物，化学式：C24H27NO2，为透明粘稠油状液体。常作为化学防晒剂在防晒霜等化妆品中使用。由氰乙酸异辛酯与二苯酮发生克脑文盖尔缩合反应得到。
其结构中酯基、氰基、偏二苯乙烯基构成的大共轭体系可以吸收A波段长波紫外线（UVA，波长280 - 320 nm），以此来到达防紫外线的效果，其烷基部分则提供油溶性和增稠性。

## 安全性
奥克立林可以渗透到皮肤内，并起到光敏剂的作用，在受光激发产生自由基。透过皮肤后可能会进入血液循环，然后其代谢产物经尿液排出。奥克立林可以经逆羟醛缩合产生二苯酮。该反应随着时间的推移缓慢发生，在所有含有奥克立林的市售化妆品中二苯甲酮的浓度都很高。
在珊瑚中，奥克立林已被证明会以脂肪酸结合物的形式积聚，并引发线粒体功能障碍。

### 被禁止
- 帛琉

2018年通过《负责任旅游教育法案》，禁止在当地销售和使用包括奥克立林在内的三种对珊瑚礁有毒的防晒霜，成为首个对危害珊瑚礁和其他海洋生物的防晒霜实施禁令的国家。2020年1月1日起，将范围扩大都到含有二苯丙酮、桂皮酸盐等常见成分的防晒霜，有十种化学品被列入禁令
- 美屬維爾京群島

在2019年通过法案禁止携带包括奥克立林在内的羟苯甲酮和桂皮酸盐的防晒霜使用，自2019年9月30日起，禁止进口含有该化学品的防晒霜；仅可使用非纳米矿物型防晒剂（氧化锌、二氧化钛）。2020年3月30日起，禁止其分销、销售、持有和使用。
- 美国（夏威夷）

夏威夷群岛自2018年5月起禁止包括奥克立林等二苯丙酮类防晒剂销售。
2021年5月起，禁止使用包括奥克立林等二苯丙酮类防晒剂。

### 限量
- 欧洲联盟、 美国、 、 日本、 中华人民共和国

化妆品中奥克立林最大含量规定为 100 g/kg（按酸计）。